# Enicospilus ktesus
Enicospilus ktesus là một loài tò vò trong họ Ichneumonidae.